# Bob-Dylan-Konzert in Ost-Berlin
Das Bob-Dylan-Konzert in Ost-Berlin fand am 17. September 1987 vor etwa 100.000 Zuschauern statt.

## Vorgeschichte
Seit dem Sommer 1987 bemühte sich die Freie Deutsche Jugend (FDJ), populäre Bands und Sänger aus dem Westen zu Großkonzerten in die DDR zu holen, nachdem es Anfang Juni 1987 anlässlich von Auftritten von David Bowie und Genesis vor dem West-Berliner Reichstag zu Protesten in Ost-Berlin gekommen war. Im Juli trat als erste die britische Band Barclay James Harvest im Treptower Park in Ost-Berlin vor etwa 45.000 Zuschauern auf.
Ende August bekam die Künstler-Agentur der DDR ein kurzfristiges Angebot für einen Auftritt von Bob Dylan für Mitte September, da für sein geplantes Konzert in der West-Berliner Waldbühne nur etwa 3.500 Karten im Vorverkauf abgesetzt worden waren.  
Die Organisation übernahm die FDJ, die sich vorher die Zustimmung von Staats- und Parteichef Erich Honecker holen musste. Als Veranstaltungsort wurde wieder die große Freifläche im Treptower Park ausgewählt (die zur Treptower Festwiese erklärt wurde).
Es wurden 60.000 Karten im Vorverkauf innerhalb kürzester Zeit abgegeben. Die Veranstaltung wurde als Friedenskonzert der FDJ deklariert. Im Laufe des Nachmittags wurden die Umzäunungen des Veranstaltungsortes geöffnet, um dem großen Andrang gerecht zu werden, damit es nicht zu  Ausschreitungen kam. So kamen auch viele ohne Eintrittskarte auf das Gelände, darunter einige West-Berliner. Die Zuschauerzahlen konnten nur geschätzt werden, etwa zwischen 80.000 und 120.000.

## Konzert
Als erster sang der Folkrocksänger Roger McGuinn einige Lieder, teilweise begleitet von der Band The Heartbreakers. Darunter waren auch einige von Bob Dylan, wie Mr. Tambourine Man. Danach spielten Tom Petty and the Heartbreakers. 
Danach trat Bob Dylan auf die Bühne. Er sang einige Lieder, die aber teilweise nur schwer zu erkennen waren, da er sie verfremdet hatte. Bei Blowin’ in the Wind sangen viele Zuhörer mit. Nach etwa 70 Minuten und zwei Zugaben verschwand er wieder von der Bühne.

## Wirkung
Dieses Konzert war das größte in diesem Jahr in Europa. Die meisten Zuschauer waren allerdings enttäuscht, da Bob Dylan kein einziges Wort an das Publikum gerichtet hatte und seine Liedvorträge auch keine besondere Ausstrahlung entfalteten.
In den DDR-Zeitungen und Zeitschriften wurde das Ereignis seines Auftritts gewürdigt, und versucht, die positiven Seiten der Vorstellungen  hervorzuheben.
Die Verantwortlichen bei FDJ und Staatssicherheit waren zufrieden, dass es keine nennenswerten Probleme oder Ausschreitungen gegeben hatte.

„Keine Randale, keine Verletzten, niemand aus den Bäumen gefallen, keiner beim wilden Aufstieg zur S-Bahn-Station unter die Stromschiene geraten (...) .“

Im Nachhinein wurde das Konzert in Erinnerungen meist als enttäuschendes Erlebnis beschrieben.